# Marcos Fabián Sánchez
Marcos Fabián Sánchez (Machagai, 14 marzo 1990) è un calciatore argentino, difensore del Mitre (SdE).

## Caratteristiche tecniche
È un terzino sinistro.

## Carriera
Cresciuto nel settore giovanile del Ferro Carril Oeste, ha esordito in prima squadra il 26 febbraio 2011 disputando l'incontro di Primera B Nacional pareggiato 0-0 contro il Defensa y Justicia.